# 北海道栄高等学校
北海道栄高等学校（ほっかいどうさかえこうとうがっこう、英: Hokkaido Sakae High School）は北海道白老郡白老町にある私立の高等学校。学校法人京都育英館が運営している。

## 概要

### 特色
1964年に日本大学の準付属校として北海道日本大学高等学校が学校法人北海道日本大学高等学校（後の学校法人札幌日本大学学園）によって開校したことに始まる。1987年に札幌郡広島町（現・北広島市）に同法人が札幌日本大学高等学校を開校したことで、日本大学の準付属校提携を解消。北海道桜丘高等学校に名称を変更した。
2000年に運営が学校法人北海道佐藤栄学園（2010年に学校法人佐藤栄学園と合併）に移管されたことに伴い、北海道栄高等学校に名称を変更した。これにより佐藤栄学園の系列校となった。
2016年に運営が学校法人京都育英館に移管された。移管後は北海道栄高等学校の校名を維持する一方で、看護系学科開設や中国人留学生の受け入れ等を検討すると公表された。
2024年9月13日、系列校である北洋大学の敷地内に移転する方針を白老町と苫小牧市に説明することを明らかにした。自治体の意見を聞いた上で、理事会で正式決定する予定。
9月17日、方針を白老町長に説明し、保護者説明会も開き、移転時期は早くて2025年9月と説明した。
スポーツが盛んな学校として有名で、硬式野球部は全道大会の出場常連校で、北海道日大高等学校時代に秋・春・夏合わせて6度全国出場しているほか、北海道栄高等学校時代には2006年春（第78回）に出場している。
同じ胆振管内にある北海道室蘭栄高等学校（室蘭市）は北海道立高等学校であり、両校の開校当初から提携関係などにはない。
2025年6月、学校法人京都育英館は、栄高等学校を北洋大学（苫小牧市）敷地内への移転する方針を発表。北洋大学の旧短期大学棟などを改修して高校の受け皿にする。

### 沿革
- 1964年（昭和39年）4月 - 学校法人北海道日本大学高等学校を創設。日本大学の準付属校として北海道日本大学高等学校を開校。
- 1987年（昭和62年）4月 - 札幌日本大学高等学校開校に伴い、北海道桜丘高等学校に名称変更。日本大学との準付属提携を解消。
- 1990年（平成2年）4月 - 設置者の学校法人北海道日本大学高等学校が学校法人札幌日本大学学園に名称変更。
- 2000年（平成12年）4月 - 学校法人北海道佐藤栄学園へ経営移管、北海道栄高等学校に名称変更[1]。
- 2010年（平成22年）3月 - 学校法人北海道佐藤栄学園が学校法人佐藤栄学園に吸収されたことにより、同法人へ経営移管。
- 2016年（平成28年）4月 - 学校法人京都育英館へ経営移管[2]。
- 2026年（令和8年）4月 - 北洋大学のキャンパス内に移転。

## 事件
- 2008年（平成20年）11月26日、修学旅行で米国ロサンゼルスを訪れた生徒108名のうち、野球部員3名を含む21名が空港の免税店で高級ブランド品の万引きを行い[8][9]、現地メディアでも大きく報道された。この事件がきっかけになり高野連審議委員会は対外試合禁止の処分を下した[10]。

## 著名な出身者
- 吉川貴盛 - 元農林水産大臣（自由民主党元衆議院北海道2区議員、前身の北海道日大高校時代に卒業）
- 石井宏 - 元プロ野球選手（阪急・阪神、前身の北海道日大高校時代に卒業）
- 木興拓哉 - 元プロ野球選手（千葉ロッテ・阪神）
- 神保貴宏 - 元プロ野球選手（東北楽天)
- 才木海翔 - プロ野球選手（オリックス)

## 交通アクセス
- JR室蘭本線白老駅より徒歩約20分
- 苫小牧市より車約45分